# Mojmir Mrak
Mojmir Mrak, slovenski ekonomist, * 24. avgust 1954.
Mojmir Mrak je doktor ekonomije ter raziskovalec in redni profesor za področje mednarodnih financ na Ekonomski fakulteti in Fakulteti za družbene vede v Ljubljani (kjer je bil v letih 199?-200? tudi redno zaposlen in na smeri mednarodni odnosi poleg financ prvi predaval predmet mednarodne organizacije), predava tudi na univerzah na Dunaju, v Sieni in Podgorici (Črna Gora). Med letoma 1992 in 1996 je s pooblastilom slovenske vlade vodil pogajanja o delitvi dolgov nekdanje Jugoslavije, sodeloval je tudi pri pogajanjih ob pridruževanju Evropski Uniji in je eden treh avtorjev slovenske pristopne strategije. 